# 弗拉內什蒂察市鎮

弗拉内什蒂察市鎮在北马其顿的位置

弗拉内什蒂察市鎮是北馬其頓的一個旧市镇。该市镇设立于1996年领土区划，废置于2013年的行政区划改革，之后并入基切沃市鎮。合并前该市镇的行政中心为弗拉内什蒂察村，属于西南统计区，面積为109.13平方公里，2002年人口1,322人。
撤销前該市镇北臨奥斯洛梅伊市镇，東北面和東面是馬其頓布羅德市鎮，東南面是普拉斯尼察市鎮，南面和西南面是德魯戈沃市鎮，西鄰基切沃市鎮。

## 外部連結
- 基切沃市鎮官方网站 （页面存档备份，存于） （馬其頓文）